# DeKalb Elementary
DeKalb Elementary (deutsch DeKalb-Grundschule) ist ein US-amerikanischer Kurzfilm aus dem Jahr 2017 unter Regie von Reed Van Dyk. Der Film war bei der 90. Oscarverleihung für  den Oscar in der Kategorie „Bester Kurzfilm“ nominiert.

## Inhalt
Die Geschichte basiert auf einem echten 911-Telefonnotruf.  Ein Bewaffneter betritt eine Grundschule in Atlanta in Georgia und trifft dort auf einen empathischen Mitarbeiter.

## Rezeption
DeKalb Elementary erhielt auf Rotten Tomatoes eine Bewertung von 92 %, basierend auf 12 Rezensionen, mit einer durchschnittlichen Bewertung von 8,3/10.